# Jimmy Perry

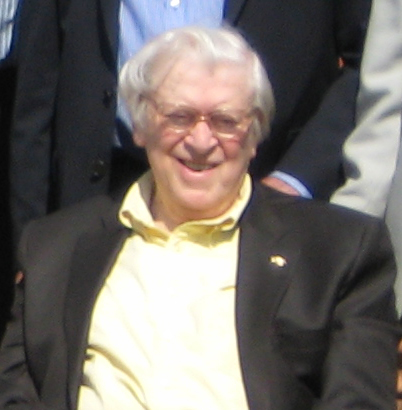
Perry (2011)

Jimmy Perry, geboren als James Perry (Londen, 20 september 1923 – aldaar, 23 oktober 2016), was een Brits acteur en scenarioschrijver. Hij is het bekendst als schrijver van de Engelse televisieseries Dad's Army (1968-1977), It Ain't Half Hot Mum (1974-1981), Hi-de-Hi! (1980-1988) en You Rang, M'Lord? (1988-1993). Perry schreef deze series samen met David Croft.
Het verhaal van Dad's Army was gebaseerd op zijn eigen ervaring bij de British Home Guard (Watford) tijdens de Tweede Wereldoorlog. Oorspronkelijk had hij de serie bedacht met de rol van soldaat James Walker voor zichzelf (uiteindelijk ging de rol van Walker naar James Beck).
Veel van de komedies die Perry samen met Croft schreef, waren gebaseerd op zijn persoonlijke ervaringen. Hij sloot zich aan bij de Watford Home Guard (Dad's Army) toen hij zestien was. Twee jaar later werd hij opgeroepen voor het leger en werd hij uitgezonden naar Birma (Myanmar) samen met de Royal Artillery. Daar werd hij onderdeel van de Royal Artillery Concert Party en kreeg hij de rang van sergeant (It Ain't Half Hot Mum). Gedemobiliseerd en terug in Engeland volgde hij een acteursopleiding bij de Royal Academy of Dramatic Art (RADA). Tijdens de vakantie werkte hij als Redcoat bij Butlin's Holiday Camps (Hi-de-Hi!).
De serie Room Service schreef Perry zonder Croft voor Thames Television in 1979. Samen met Robin Carr schreef hij in 1989 de televisieserie High Street Blues. Eind jaren zeventig ging Perry presenteren bij een BBC-serie met de titel Turns.
You Rang, M'Lord? (1988-1993) was de laatste samenwerking tussen Perry en Croft. Perry's grootvader had gewerkt als butler en zijn verhalen vormden de inspiratie voor deze serie. 
- Biblioteca Nacional de España: XX5648152
- Bibliothèque nationale de France: cb14066719r (data)
- Gemeinsame Normdatei: 130452653
- International Standard Name Identifier: 0000 0001 1442 3555
- Library of Congress Control Number: nr2004032810
- MusicBrainz: e70867ed-f348-427e-8ee3-4846900b66bf
- Nederlandse Thesaurus van Auteursnamen: 070510520
- Système universitaire de documentation: 122204905
- Virtual International Authority File: 39582227
- WorldCat: E39PBJrWxwDdD8x3xY8HjMRBT3